# Изомиосмин
Изомиозамин, изомер миосмина, известный под торговой маркой MYMD-1, представляет собой синтетический алкалоид, полученный из растения табака и способный подавлять выработку фактора некроза опухоли альфа (TNF-α), воспалительного цитокина,  отвечающего за индукцию и поддержание воспалительного процесса. TNF-α находится во главе каскада молекулярных сигналов, вызывающих воспаление и аутоиммунные заболевания, способствующих резистентности к инсулину и помогающих активировать процессы старения.

Отличия в структурных формулах никотина, миосмина и изомиосмина

MYMD-1 нацелен на первопричины воспаления и регулирует иммунометаболическую систему посредством модуляции многочисленных провоспалительных цитокинов, включая TNF-α, IL-6 и IL-17A. Кроме того, изомиозамин проявляет биологическую активность, аналогичную ингибиторам mTOR таким как рапамицин, эверолимус и сиролимус, благодаря их в значительной степени перекрывающимся механизмам действия. Более того, MYMD-1 заметно превосходил рапамицин в исследовании долголетия мышей.
Изомиозамин имеет большие перспективы при многих аутоиммунных состояниях, таких как аутоиммунный тиреоидит, рассеянный склероз, аутоиммунный энцефаломиелит, ревматоидный артрит.
Простота перорального дозирования изомиозамина является новаторским отличием по сравнению с доступными в настоящее время блокаторами TNF-α, для которых требуется доставка путем инъекции или инфузии, тогда как MyMD-1 доступен перорально в виде капсул. MYMD-1 не наносит вреда жизнеспособности клеток и представляет собой небольшую молекулу, которая может преодолевать гематоэнцефалический барьер, потенциально позволяя лечить заболевания, связанные с головным мозгом. Завершается  2-я фаза клинических испытаний методов лечения препаратом MYMD-1® саркопении и старческой слабости (NCT05283486).
MYMD-1 может стать первым лекарством, одобренным FDA для лечения саркопении и старческой немощи.
Клинические испытания MyMD-1: NCT04349761 (двойное слепое, плацебо-контролируемое, первое у человека исследование с однократной восходящей дозой для оценки безопасности, переносимости и фармакокинетики капсул с однократной пероральной дозой MYMD1 у здоровых взрослых мужчин. В диапазоне доз от 5 мг до 25 мг); NCT05077865 (установление оптимальной терапевтической дозы у мужчин и женщин); NCT05283486 (изучение эффективности, переносимости и фармакокинетики MYMD1 у участников с хроническим воспалением, связанным с саркопенией/слабостью, состоянием, связанным с повышенным уровнем провоспалительных цитокинов.)